# Церква Різдва Богородиці (Угнів)
Церква Різдва Богородиці — збудована в 1500 році, в місті Угнові Сокальського району Львівської області. Після пожежі 1780 року, відбудована на кошти селян, а пізніше реставрована на пожертви Степана і Пелагії Жуковських.

## Історія
У 1500 році згадано дерев'яну церкву, пізніше як «повасиліянську». Коли в 1780 році ця церква згоріла, міщани відбудували її в той спосіб, що спершу вимурували пресвітерську частину з цегли, закупленої у власниці Угнова Моравської, яку вона добула з розібраної частини міських мурів. Решта церкви була дерев'яною. У 1855-1857 роках, коли розібрали стару дерев'яну церкву, то фундатори Степан і Палагія Жуковські побудували власним коштом церкву з цегли. На побудову церкви було розібрано цегляний мур із решток оборонних валів біля горбка святого Івана.
У 1936 році новорозписану церкву і новий престол посвятив перемишльський єпископ Йосафат Коциловський. Захоплений виглядом нової церкви, єпископ звернувся до угнівців зі словами:
«Ваша церква може бути єпископською кафедрою.»
Із спогадів о. Юрія Менцінського: “12 квітня 1946 року після Літургії передшеосвячених дарів НКВДисти обступили обійстя священика, він заховався під самим склепінням середньої бані церкви і прожив там з їмостю читири тижні. Їхнім “ангелем хоронителем” була Настуня Сярчинська”.
Угнів удостоївся тим, що є рідною землею блаженного Мученика Северіяна, який поніс мученицьку смерть за Христову віру у Дрогобицькій тюрмі. З Угнева походить коріння Владики Василя Лостена, який служить зараз у США. Слава Угнева здобувалась кров’ю і терпінням. Людей переслідували, виселяли, але вони не втрачали надію на Боже милосердя.
Під час операції “ВІСЛА” корінне населення було виселене, церква закрита і використовувалась, як складське приміщення. Таємно служив лише один священик із сестрами-служебницями із Михайлівки. За радянської влади переслідування були настільки жорстокими, що навіть не дозволили внести до храму тіло покійного отця, колишнього угнівчанина, якого привезли зі Львова. За те, що внесли домовину на церковне подвір’я, о. Степана Нечипора, що був парохом Угнева (УПЦ), КДБ викликало на “співбесіду”.
Стараннями і терпінням вірних УГКЦ м. Угнева 1991 року була зареєстрована греко-католицька громада. Але доступу до храму не було. Служили у приватних домах або біля воріт церкви, які теж були замкнені.
24 червня 1992 року розпорядженнями представника президента України п. Давимуки, було вирішено передати храм греко-католицькій громаді. Парафіяни згадують: “Страшно було пережити ті часи. Які приниження, погрози і зневаги ми переносили, особливо коли приїхала на передачу храму міліція аж із 5-ти районів (5 великих автобусів). Та все даремно – до храму нас не допустили. І в дощ, і в спеку ми відправляли надворі. Приїжджали до нас священики із Червонограда (отці Василіяни, о. Мар’ян Чернега та інші). Крім цього, опікувався нашою громадою о. Василь Білецький”.
З 1994 р. по 2000 р., духовним настоятелем громади був о. Михайло Левицький. З серпня 1994 р. храм передано на почергове користування з РПЦ (на чолі з о. Богданом Паращаком). Але й на нинішній день вірні не почувають себе вільними у своєму храмі. Не може лежати образ серця Ісусового на тетраподі. Найсвятіші Тайни не мають місця в кивоті на престолі.
У 1994 р., на пам’ятку 50-ї річниці смерті митрополита Андрея Шептицького освячено хрест, який виготовив Василь Дикий. У січні 1995 р. створено братство Матері Божої Неустанної помочі. У грудні 1996 року о. В. Вороновський освятив камінь під каплицю, яка була збудована силами громади.
У 1996 році до відзначення виселення угнівчан, поруч із церквою освячено дерев’яний хрест. З листопада 2000 р. громадою опікується о. Богдан Гринда.
21 вересня 2006 року виповнилося п'ятдесят років від дня відкриття храму РПЦ, який від 1946 до 1956 був нечинним. На церковні святкування з'їхалися: архієпископ Львівський і Галицький Августин, благочиний (декан) Сокальського району митрофорний протоієрей Богдан Білас, диякон Львівської єпархії Володимир Білошицький, протоієрей Волинської єпархії Петро Мазур.
На сьогоднішній час громада УГКЦ веде активну діяльність.

## Архітектура
До Другої світової війни угнівську церкву вважали однією з найкращих на Галичині. Храм і досі славиться своїм художнім розписом (1933-1936) який виконував Дем'ян Горняткевич.
Уродженець Угнова о. В. Романковський у 1902-1914 роках добудував частину церкви, притвор, галереї, перебудував хори, побудував малий вхід до церкви в північній стіні. Він відновив також пресвітерію та новий різьблений і позолочений іконостас і проповідальницю. Над бабинцем побудовано дві колони. Проповідальницю 1948 року вивезли до Польщі. Підлога в церкві була викладена кахельними кольоровими плитками.
На південних і північних стінах було 5 великих вікон. До 1923 року не було в церкві лавок, тільки два крилоси для дяків. Того ж року за пароха о. О. Гонди по всій церкві були зроблені дерев'яні лавки. Внутрішні стіни церкви, розмальовано іконописом. Та з роками барви іконописів вигоріли, і головні риси ікон затерлися.
У 1936 року церкву розмалював митець Дем'ян Горняткевич. Поряд із святими він намалював історичні постаті: короля Данила Романовича, гетьмана Івана Мазепу, митрополита Андрея Шептицького, поета Тараса Шевченка та військового діяча Дмитра Вітовського. За радянських часів деякі постаті з іконопису зникли.

Фотографії церкви
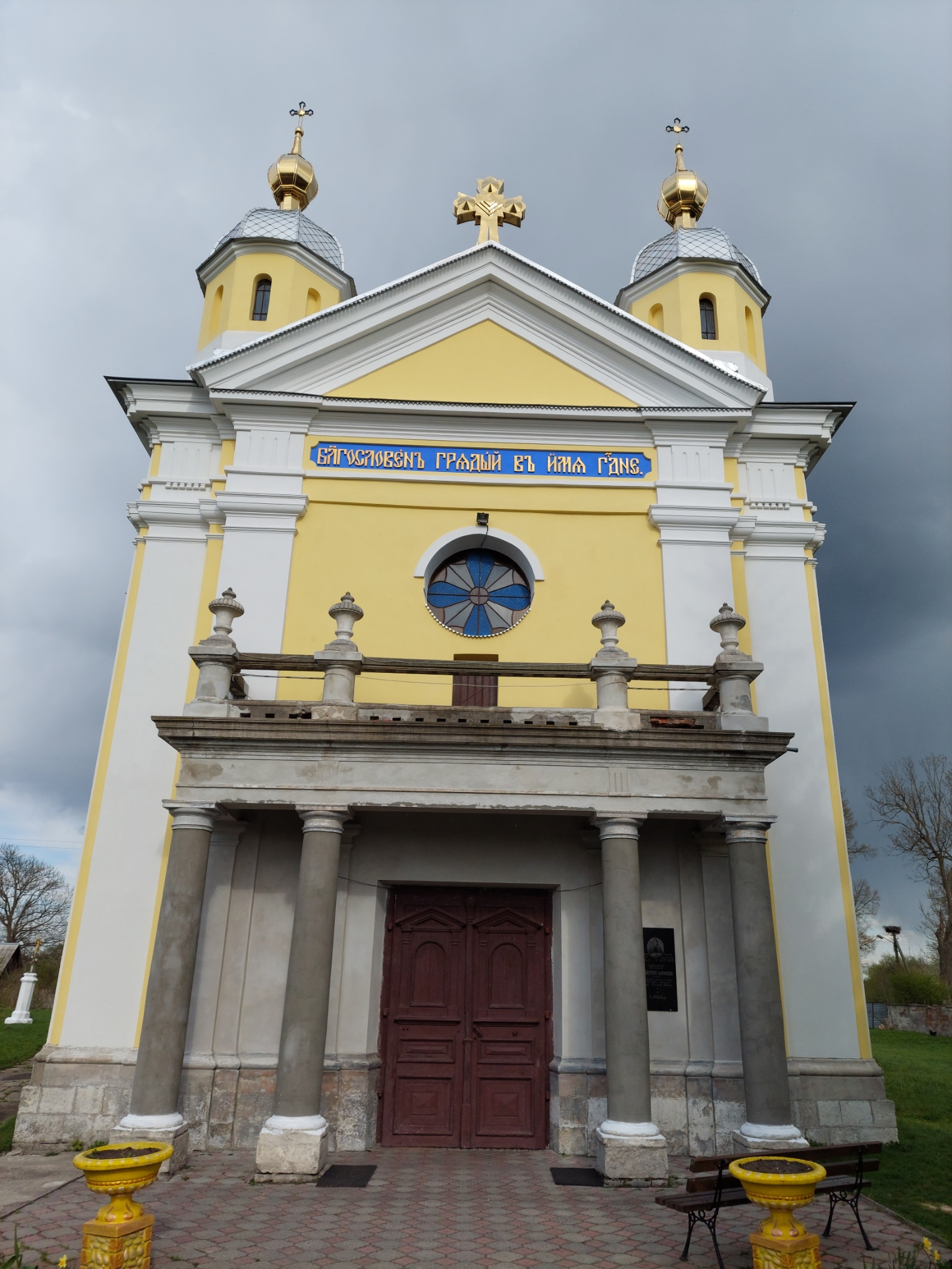
Вхід
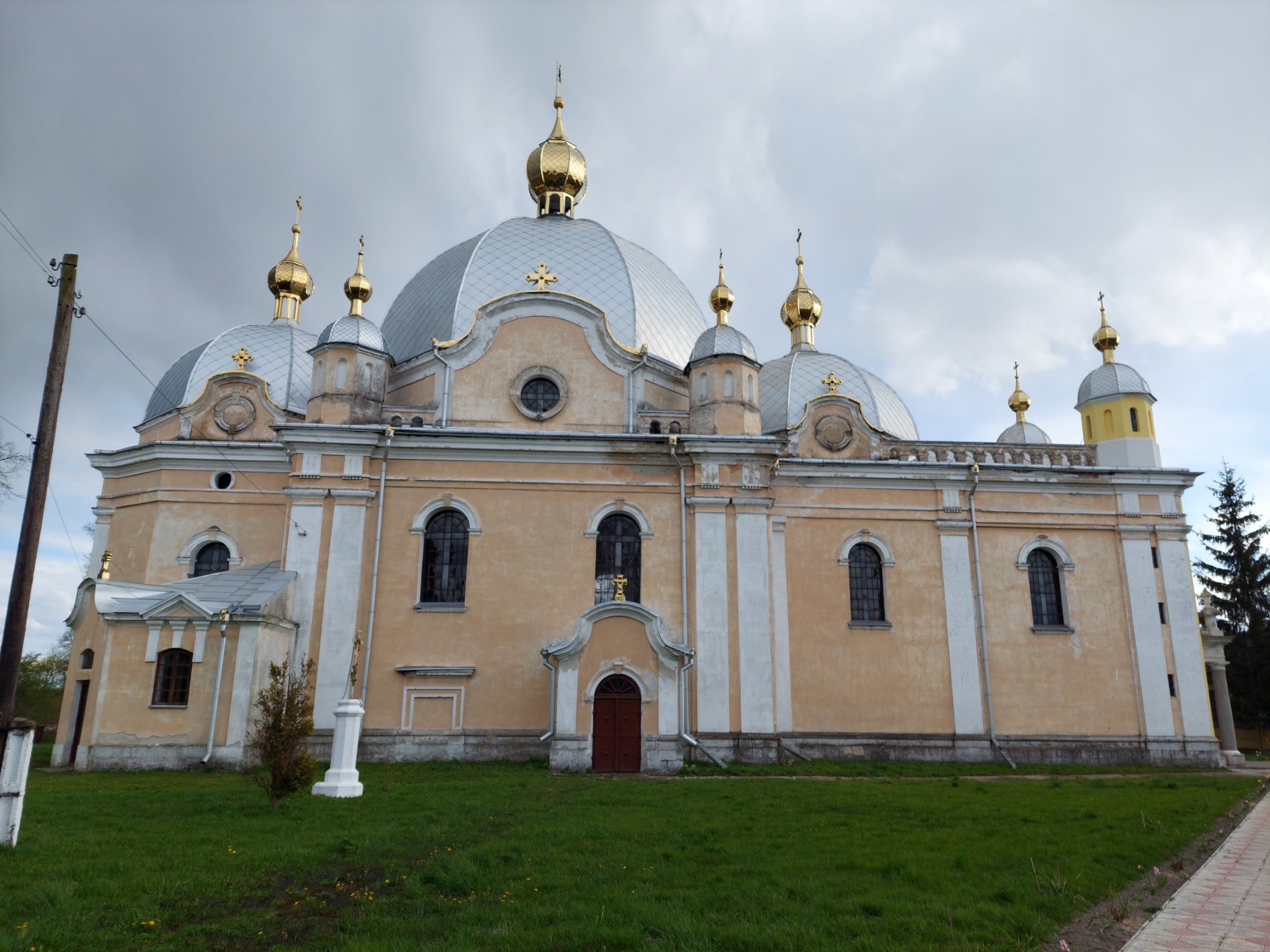
Фасад
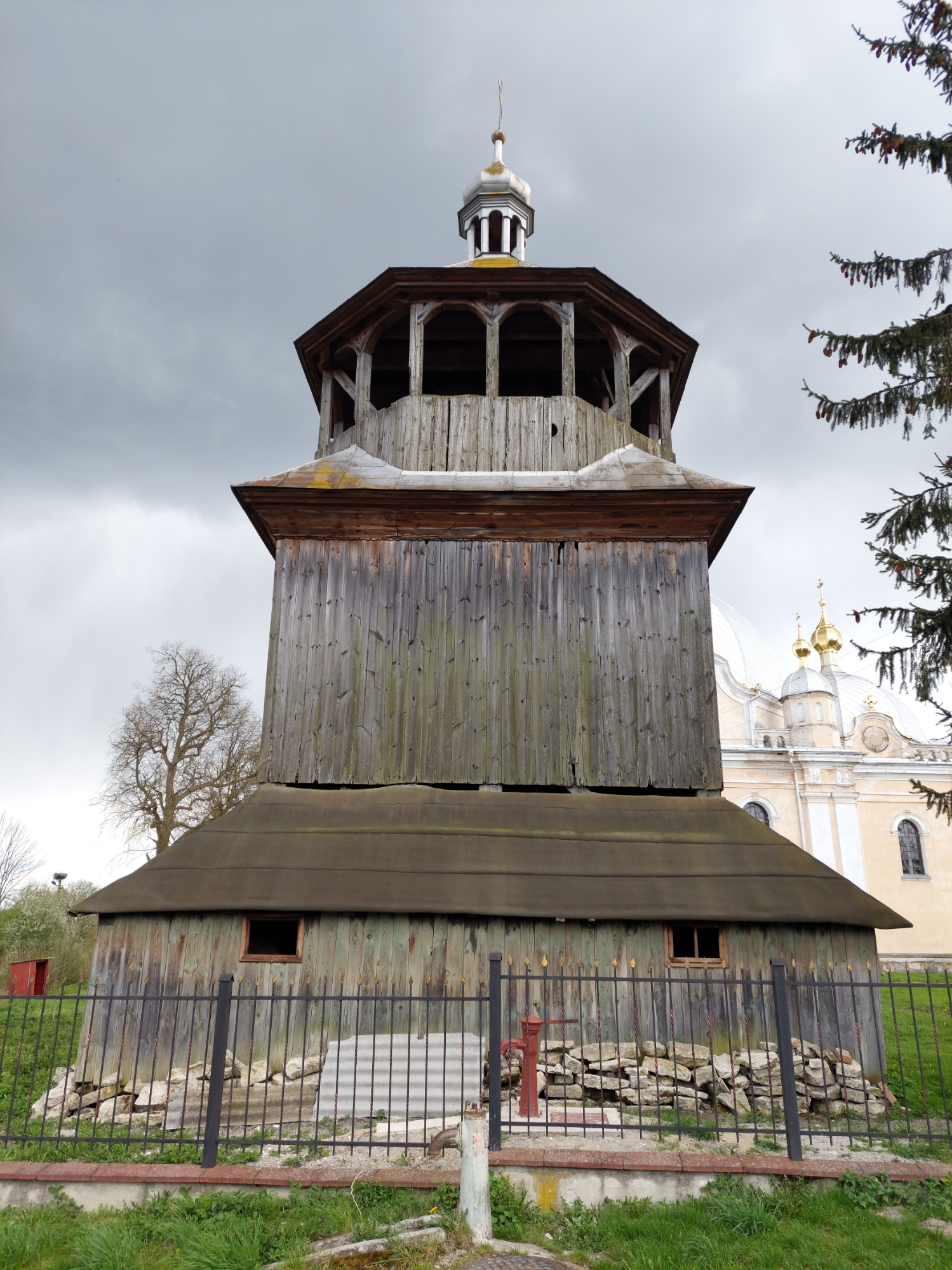
Дзвіниця

## Цікавий факт
Максим Лисяк заповів своє майно для побудови цегляної дзвіниці ще перед Першою світовою війною. На жаль, вона і досі не збудована.